# 사보옹가
사보옹가는 미국 알래스카주 세인트로랜스 섬에 있는 도시이다. 베링해의 세인트로렌스 섬에 위치해 있다. 2020년 인구 조사에 따르면 사보옹가의 인구는 2010년 671명에서 835명으로 증가했다.
사보옹가는 1969년에 설립되었으며 1971년, 세인트로렌스섬의 또 다른 도시인 갬벨과 함께 이 섬의 공동 소유자가 되었다.
지역 경제는 주로 바다코끼리, 물개, 물고기, 북극고래를 사냥하여 생계를 유지하는 1차 산업으로 이루어져 있다. 현지에선 이 도시를 "세계 바다코끼리의 수도"라고 부를 정도로 바다코끼리가 많다. 1963년까지 개 썰매 우편 서비스가 운영되기도 했다.

## 행정
사보옹가 시청(영어: Savoonga City Hall)은 미국 알래스카주 놈 센서스시의 세인트로렌스섬 북부 해안의 사보옹가시에 위치한 시정부 청사이다. 공항에서 직선 약 0.8 km 거리의 두 층 목조 건물로, 시정부 행정 및 시의회 회의, 지역 커뮤니티 모임과 비상 대응을 위한 공간으로 활용된다. 시장실, 시의회, 공문서 발급·허가 업무 담당.
- **커뮤니티·비상 대응**: 주민 회의, 세미나, 긴급 대응 센터 등 복합 사용 공간이며, 또한

방문객은 사전 문의 시 시청 건물 내 임시 숙박, 주방 및 샤워 시설 이용이 가능하다.

## 교육
시보옹가의 유일한 공식 학교는 호가스 킹익크 시니어 메모리얼 학교 12학년으로 구성되어 있다., Bering Strait School District에 소속되어 있습니다.
학교는 마을 중심 커뮤니티 시설로 기능하며, 2013년 연방 School Improvement Grant에서 약 100만 달러를 지원받아 수학과 읽기 학습 집중 전략을 도입했습니다.
예전에 Yupik 언어 및 문화를 가르치던 수업이 있었으나, 등록 학생 수 부족으로 취소되었습니다.
현재는 마을 교육 현장에 교사 보조자로 유픽족 공동체 성인(이름 “Culture Bearer”)을 고용하여
교실 활동과 문화 행사, 전통 언어 수업을 지원하고 있다.
교사들과 지역사회는 기반 자료 부족과 지속적인 교사 교체 문제, 학생들의 영어 우위적인 환경 등으로 표준화된 수업 내용과 지역문화 사이에서 어려움을 겪고 있다..